# Zagroda Maziarska w Łosiu
Zagroda Maziarska – oddział Muzeum Dwory Karwacjanów i Gładyszów w Gorlicach, zlokalizowany we wsi Łosie stanowiący skansen etnograficzny prezentujący historię maziarstwa, czyli handlu mazią i smarami, czym w przeszłości trudzili się mieszkańcy tej łemkowskiej wsi. 